# Neocompsa agnosta
Neocompsa agnosta là một loài bọ cánh cứng trong họ Cerambycidae.